# 데이비드 수셰이
데이비드 수셰이 경(Sir David Suchet, CBE, /ˈsuːʃeɪ/; 1946년 5월 2일 ~ )은 영국의 배우이다. LWT의 텔레비전 시리즈 《명탐정 푸아로》의 에르퀼 푸아로 역으로 알려져 있다. 형 존 수셰이는 ITN의 뉴스 캐스터이다.

## 주요 출연 작품

### 텔레비전
- 명탐정 푸아로 (Agatha Christie's Poirot, 1989년 ~ 2013년)

### 영화
- 위험한 장난 (The Falcon and the Snowman, 1985년)
- 아이언 이글 (Iron Eagle, 1986년)
- 파이널 디씨전 (Executive Decision, 1996년) - 핫산 역
- 퍼펙트 머더 (A Perfect Murder, 1998년)
- 윙 커맨더 (Wing Commander, 1999년)
- 위험한 사돈 (The In-Laws, 2003년)
- 풀프루프 (Foolproof, 2003년)
- 플러드 (Flood, 2007년)
- 뱅크 잡 (The Bank Job, 2008년)
- 판타스틱 우체국 (Going Postal, 2010년) - 리처 길트 역
- 어쌔신: 더 비기닝 (American Assassin, 2017년) - 스탠스필드 감독 역

## 서훈
- 2002년 대영 제국 훈장 4등급(OBE) 수훈[1]
- 2011년 대영 제국 훈장 3등급(CBE) 수훈[2]
- 2020년 기사작위(Knight Bachelor) 서임[3]